# 수영 계영 800m 대한민국 기록 추이
수영 계영 800m 대한민국 기록 추이는 다음과 같다.

## 남자
| # | 기록         | 차이      | 선수                           | 소속         | 날짜            | 대회명                                               | 개최지                | 경기장               | 주석 및 기타                | 동영상 |
|   | 10분 8초 4   |           | 김경환, 우후낙, 정관주, 김봉조 | 선발팀       | 1960. 09. 09    | 제5회 남녀 종합 수상 선수권 대회                     | 대한민국 서울         | 서울운동장 야외풀    | [ 1 ]                       |        |
|   | 9분 47초 1   |           |                                | 서울팀       | 1970. 10. 11    | 제51회 전국 체육 대회                                | 대한민국 서울         | 태릉국제수영장       | 고등부, 종전:9분 56초 6     |        |
|   | 9분 30초 3   |           | 조오련, 노창수                 | 양정고       | 1971. 06.       | 제17회 서울시 남녀 초중고대학별 수영 대회            | 대한민국 서울         | 서울운동장 풀        | 종전기록 9.41.1             |        |
|   | 9분 14초 32  |           | 해군                           | 해군         | 1976. 07. 18    | 제31회 전국 남녀 초중고대학 대항 수영 대회           | 대한민국 서울         |                      | 종전기록 : 9분 23초 37      |        |
|   | 8분 56초 41  | -         |                                | 경기도 대표  | 1979. 10.       | 제60회 전국체육대회                                  | 대한민국 대전         |                      | 종전 8분 58초 84            |        |
|   | 8분 53초 63  |           |                                |              |                 |                                                      |                       |                      |                             |        |
|   | 8분 51초 81  |           | 이상화, 김철영, 김원철, 김성호 | 경북고       | 1980년 7월 21일 | 제35회 전국 남녀 초중고대학 및 일반별 대항 수영 대회 | 대한민국 서울         | 서울운동장수영장     | [ 6 ]                       |        |
|   | 8분 46초 75  |           |                                | 안양신성고   | 1980년 8월 11일 | 제52회 동아수영대회                                  | 대한민국 서울         | 서울운동장 수영장    | [ 7 ]                       |        |
|   | 8분 42초 61  |           |                                | 경북고       | 1981. 07. 19    | 제36회 전국 초중고대학일반대항별 수영 대회           | 대한민국 서울         | 서울운동장 수영장    | 종전 8분 46초 26            |        |
|   | 8분 40초 96  | - 1.65초  | 최선용, 김동기, 송승호, 백승구 | 강원 대표    | 1982. 10. 12    | 제62회 전국체육대회                                  | 대한민국 서울         | 잠실실내수영장       | 남고부                      |        |
|   | 8분 37초 59  | - 3.37초  | 최학수, 김방현, 강창범, 강석인 | 경남         | 1982. 10. 12    | 제62회 전국체육대회                                  | 대한민국 서울         | 잠실실내수영장       | 일반부                      |        |
|   | 8분 36초 14  | - 1.45초  | 안성우, 오영원, 방준영, 박상욱 | 경기고       | 1982. 8. 2      | 제54회 동아수영대회                                  | 서울                  | [ 10 ]               |                             |        |
|   | 8분 28초 80  | - 초      | 최선용, 고명수, 송승호, 유덕순 | 춘천기계공고 | 1983. 04. 24    | 제38회 전국 수영 대회                                | 대한민국 서울         | 잠실실내수영장       | 종전 8분 32초 71            |        |
|   | 8분 08초 51* | - 13.78초 |                                | 대표팀       | 1984. 04. 29    | 제2회 아시아 수영 선수권 대회                        | 대한민국 서울         | 잠실실내수영장       | 종전 8분 22초 291           |        |
|   | 8분 05초 73  | -         | 박상욱, 권상원, 이훈철, 김진명 | 대표팀       | 1986. 7. 18     | 수영대표공인기록회                                   | 대한민국 서울         | 태릉훈련원수영장     | 수동 계시, 종전:8분 07초 03 |        |
|   | 7분 46초 83  | -         | 지상준, 임철성, 권상원, 이윤안 | 대표팀       | 1990. 09. 24    | 제11회 아시안 게임                                   | 중화인민공화국 베이징 |                      | 3위                         |        |
|   | 7분 38초 59  | - 5.07초  | 우철, 방승훈, 이윤안, 김동현   | 대표팀       | 1993. 05. 11    | 제1회 동아시아 경기 대회                             | 중화인민공화국 상하이 |                      | 3위, 종전:7분 43초 66       |        |
|   | 7분 29초 36  | -         | 최원일, 고윤호, 김방현, 한규철 | 대표팀       | 2002            | 제14회 아시안 게임                                   | 태국 방콕             |                      |                             |        |
|   | 7분 25초 61  | - 3.75초  | 한규철, 박태환, 유정남, 한국인 | 대표팀       | 2005. 11. 02    | 제4회 동아시아 경기 대회                             | 중국 마카오           | 마카오 올림픽 수영장 | 2위                         |        |
|   | 7분 23초 61  | -         | 임남균, 한규철, 강용환, 박태환 | 대표팀       | 2006. 12. 04    | 제15회 아시안 게임                                   | 카타르 도하           | 하마드 수영장        | 3위*                        |        |

## 여자
| # | 기록             | 차이       | 선수                           | 소속      | 날짜             | 대회명                                                 | 개최지                | 경기장                   | 주석 및 기타                                                                    | 동영상 |
|   | 13분 07초 0      |            | 조남효, 허영애, 장은기, 박계남 | 상명여고  | 1966. 06. 18(19) | 제12회 서울시 남녀 초중고대학별 대항 수영 경기 대회    | 대한민국 서울         | 서울운동장 풀            | 종전 14분 27초 9                                                                |        |
|   | 12분 59초 4      | - 7.6초    |                                | 상명여고  | 1966. 07. 17     | 제 회 전국 각급 학교 대항 수상 경기 대회               | 대한민국 부산         | 부산구덕경기장 풀        | 종전 13분 07초 0                                                                |        |
|   | 12분 24초 4      | - 35.0초   | 조남효, 박계남, 이정순, 남상필 | 상명여고  | 1966. 09. 3(4)** | 제11회 전국 남녀 수영 선수권 대회                      | 대한민국 서울         | 서울운동장 풀            | 종전 12분 59초 4                                                                |        |
|   | 11분 12초 (0/1?) |            |                                | 상명여고  | 1970. 07. 05     | 제16회 서울시 남녀 중고대학별 수영 대회                | 대한민국 서울         |                          | 종전 11.31.7                                                                    |        |
|   | 10분 41초 2      | -          | 최연숙, 변경숙, ?, ?           | 근명여고  | 1975. 07. 04     | 제7회 해군참모총장배 쟁탈 전국 남녀 초중고교 수영 대회 | 대한민국 서울         |                          | 종전 10분 53초 8                                                                |        |
|   | 10분 23초 55     |            | 근명여상                       | 근명여상  | 1976. 07. 18     | 제31회 전국 남녀 초중고대학 대항 수영 대회             | 대한민국 서울         |                          | 종전기록 : 10분 26초 97                                                         |        |
|   | 10분 14초 82     |            | 이태희, 구정희 김활란, 신정수  | 대성여상  | 1976. 08. 07     | 제8회 해군참모총장배쟁탈전국초중고수영대회             | 대한민국 서울         | 서울운동장수영장         | [ 21 ]                                                                          |        |
|   | 10분 13초 99     |            | 최연숙                         | 근명여상  | 1976. 8. 23      | 제48회 전국남녀학생수영대회                            | 대한민국 서울         | 서울운동장 수영장        | 종전기록: 10분 14초 83                                                          |        |
|   | 10분 08초 56     | -5.43초    |                                | 근명여상  | 1976. 10. 14     | 제57회 전국체육대회                                    | 대한민국 부산         |                          | [ 23 ]                                                                          |        |
|   | 9분 52초 61      | - 12.58**  | 김영희, 이태희 김건자, 구정희  | 대성여상  | 1978. 07. 09     | 제33회 전국 남녀 초중고대학별 수영 대회                | 대한민국 서울         | 서울운동장수영장         | 종전 기록: 10분 05초 19                                                         |        |
|   | 9분 50초 35      | - 2.26초   | 김영희, 이태희, 김건자, 구정희 | 대성여상  | 1978. 08. 04     | 제10회 해군참모총장배 남녀 초중고 수영 대회            | 대한민국 서울         | 서울운동장수영장         | [ 25 ]                                                                          |        |
|   | 9분 38초 10      |            |                                | 상명여중  | 1979. 07. 16     | 제34회 전국 종별 수영 대회                             | 대한민국 서울         | 서울운동장수영장         | 종전 9분 42초 71                                                                |        |
|   | 9분 21초 69      | - 16.41초  |                                | 상명여중  | 1980. 6. 29      | 제26회 서울시초중고대학및일반수영대회                  | 대한민국 서울         | 서울운동장 수영장        | [ 27 ]                                                                          |        |
|   | 9분 18초 84      |            | 김금희, 송영미, 김선회, 이시은 | 상명여중  | 1980. 08. 11     | 제52회 동아수영대회                                    | 대한민국 서울         | 서울운동장수영장         | 종전 기록 : 9분 21초 10                                                         |        |
|   | 9분 09초 02      |            | 백주영, 나엄미, 조금현, 김정희 | 대성여상  | 1985. 07. 25     | 제13회 해군참모총장배 전국 수영 대회                   | 대한민국 서울         | 동대문수영장             | 종전 기록 : 9분 11초 53(대성여상/ 추영미 나염매ㅣ 조금현 강정희. 84년 전국체전) |        |
|   | 8분 49초 12      | - 5.95초*  | 이문희, 양한나, 김연미, 김은정 | 서울팀    | 1989. 08. 30     | 제8회 대통령기 전국 수영 대회                          | 대한민국 온양         | 온양실내수영장           | 종전 8분 55초 07                                                                |        |
|   | 8분 44초 13      | - 4.99초   | 이문희, 이창하, 최은미, 이은주 | 대표팀    | 1991. 08. 24*    | 제4회 범태평양 수영 선수권 대회                        | 캐나다 에드먼턴       |                          |                                                                                 |        |
|   | 8분 43초 09      | - 1.04초 * | 김수진, 이미라, 이은주, 이지영 | 부산 대표 | 1991. 10. 09     | 제72회 전국 체육 대회 (여고부)                         | 대한민국 전주         | 전주 실내 수영장         | 종전:8분 44초 13 (91년 9월 범태평양)                                            |        |
|   | 8분 41초 68      | - 1.41초 * | 김수진, 이지영, 이보은, 이은주 | 사직여고  | 1992. 09. 19     | 제11회 대통령기 전국 수영 대회                         | 대한민국 부산         | 사직 실내 수영장         | [ 31 ]                                                                          |        |
|   | 8분 35초 78      | - 5.90초   | 이창하, 정원경, 서현우, 정유진 | 대표팀    | 1993. 08. 13     | 93범태평양 수영대회                                    | 일본 고베             | 포트아일랜드 스포츠 센터 | 5위                                                                             |        |
|   | 8분 20초 55      | - 2.07초   | 노주희, 정은나, 이지현, 조희연 | 서울 선발 | 1999. 10. 14     | 제80회 전국체육대회                                    | 대한민국 인천         | 시립수영장               | 여고부. 종전 8분 22초 62 1998년 방콕아시안게임                                  |        |
|   | 8분 19초 62      | -          | 하은주, 김예슬, 김현주, 심민지 | 대표팀    | 2002             | 제14회 부산 아시안 게임                                | 대한민국 부산         |                          |                                                                                 |        |
|   | 8분 12초 30      | - 7.32초   | 서연정, 이지은, 박나리, 정애현 | 대표팀    | 2005. 11. 03     | 제4회 동아시아 경기 대회                               | 중화인민공화국 마카오 | 마카오 올림픽 수영장     | 2위                                                                             |        |
|   | 8분 07초 73      |            | 김정혜, 박나리, 김서영, 이재영 | 대표팀    | 2009. 12. 07     | 제5회 동아시아 경기 대회                               | 중화인민공화국 홍콩   | 주룽 공원 수영장         | [ 33 ]                                                                          |        |

## 같이 보기
- 수영 계영 800m 세계 기록 추이
- 수영 대한민국 기록